# Anderab
Pour les articles homonymes, voir Andarab.
L'Anderab est une rivière d'Afghanistan qui coule dans la province de Baghlan.
C'est un affluent du Kunduz en rive droite, donc un sous-affluent de l'Amou Daria.

## Géographie
L'Anderab naît au niveau de la passe de Khawak (qui permet de franchir la chaîne de l'Hindou Kouch en direction de la vallée du Pandjchir), c'est-à-dire dans l'extrémité sud-orientale de la province de Baghlan, région de glaciers recouvrant de nombreux sommets du versant nord de la chaîne de l'Hindou Kouch. Dès sa naissance, l'Anderab se dirige vers l'ouest et longe ainsi au nord la chaîne principale de l'Hindou Kouch.
Dans son cours supérieur, sa vallée est entourée de glaciers, tant au nord qu'au sud. Ultérieurement, les glaciers se limitent à la bordure sud de son bassin. Tout au long de son parcours, il reçoit de nombreux affluents, alimentés par les pluies, la fonte des neiges et les glaciers.
Arrivé à Duchi, il conflue avec le Kunduz en rive droite.
Le bassin de l'Anderab correspond à la totalité des districts d'Anderab, de Dih Salah, de Jelga, de Pol-e Hisar et de Khinjan de la province de Baghlan, plus une petite partie (orientale) du district de Duchi de cette même province.

## Affluents
L'Anderab reçoit de multiples affluents surtout en rive gauche, alimentés principalement par la fonte des neiges et des glaciers au printemps et en été. On peut citer :
- L'Arzu (rive gauche)
- Le Banu (rive gauche)

## Localités principales traversées
- Banu, chef-lieu du district d'Anderab
- Khinjan
- Duchi